# Lato z Chopinem

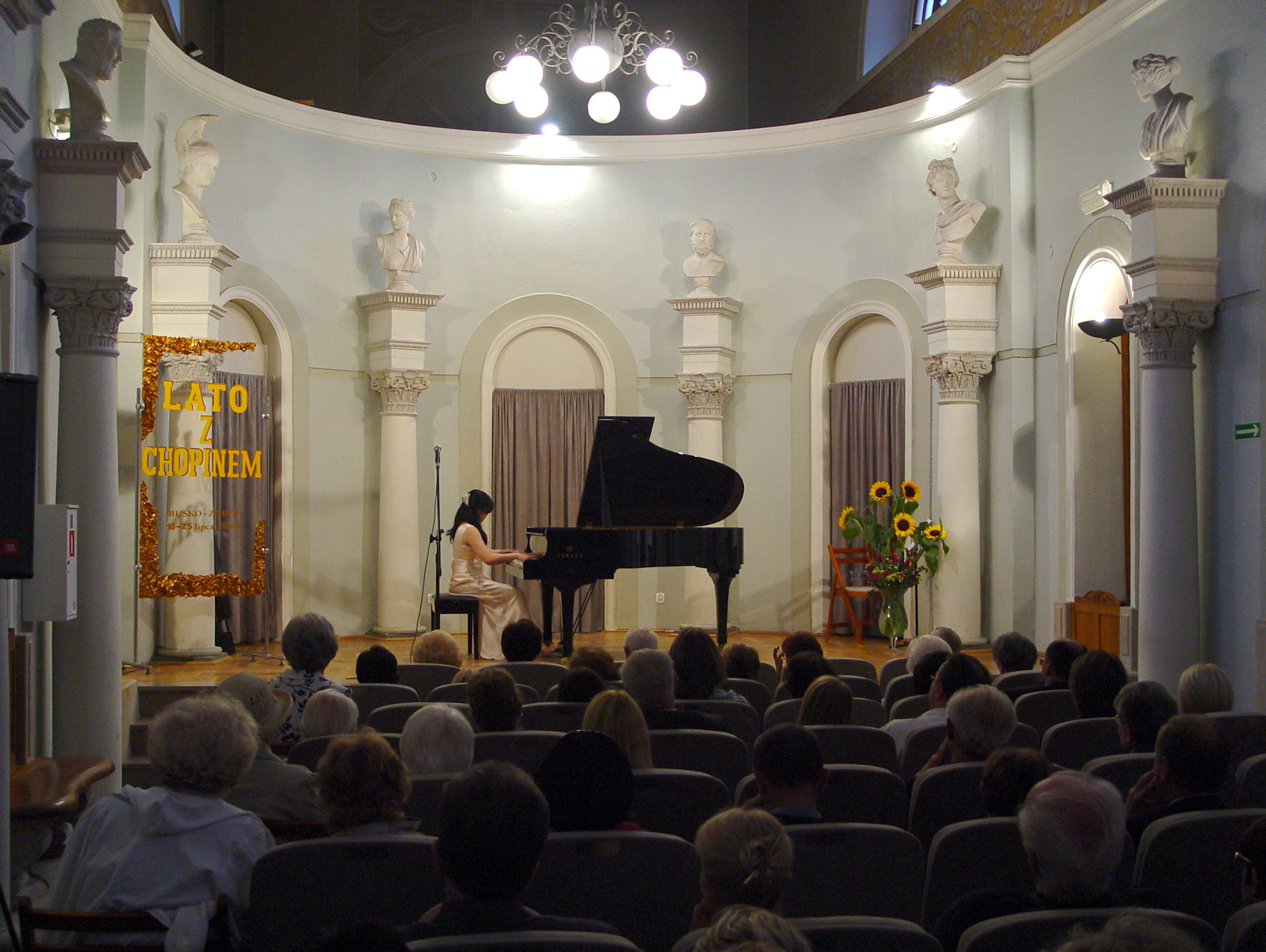
XIV Lato z Chopinem, pierwszy dzień, występ japonki Eri Iwamoto, sala koncertowa sanatorium "Marconi", Busko-Zdrój, 16 lipca 2008 r.

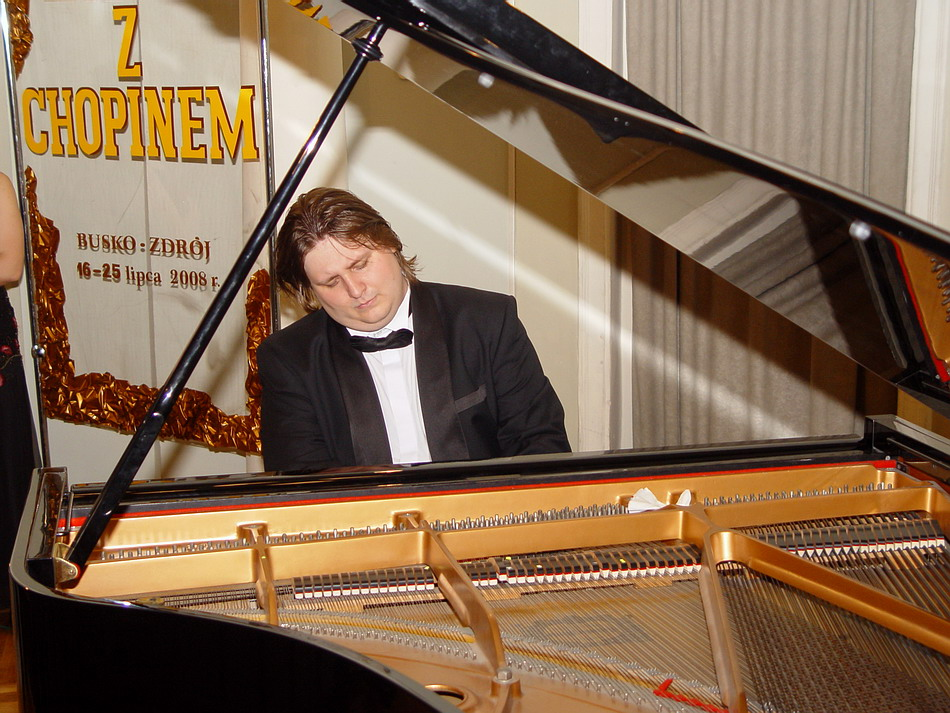
XIV Lato z Chopinem, drugi dzień, występ Krystiana Tkaczewskiego, sala koncertowa sanatorium "Marconi", Busko-Zdrój, 17 lipca 2008 r.

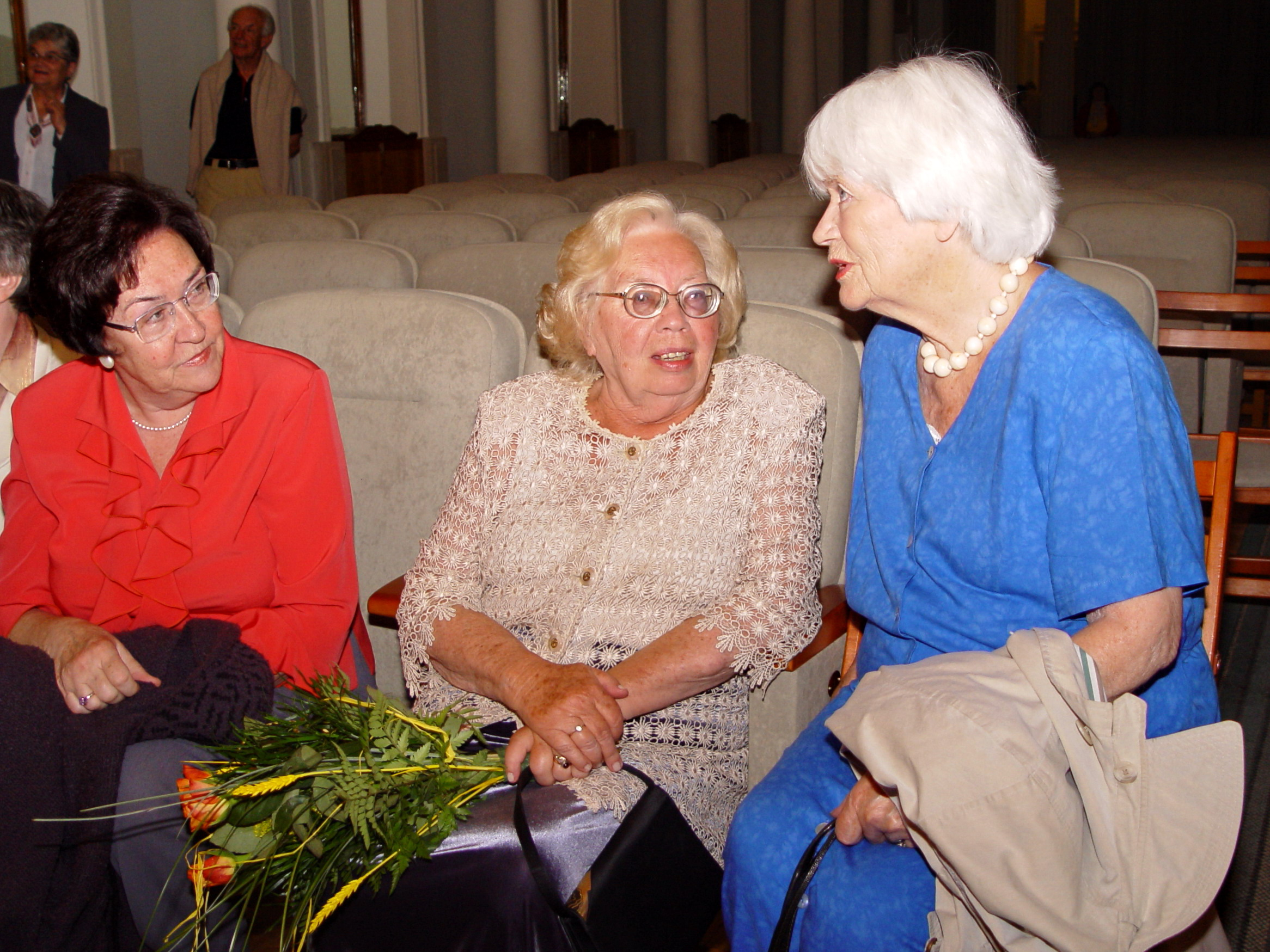
XIV Lato z Chopinem - prof. Barbara Hesse-Bukowska w towarzystwie Aliny Janowskiej po koncercie drugiego dnia "Lata z Chopinem", 16 lipca 2008 r., Busko-Zdrój.

Lato z Chopinem – cykliczny międzynarodowy festiwal muzyczny odbywający się w lipcu w Busku-Zdroju. XXIV edycja odbyła się w dniach 18–27 lipca 2018 roku.

## Festiwal
Pomysłodawczynią i organizatorką festiwalu była prof. Barbara Hesse-Bukowska, we współpracy z Centrum Kulturalno-Oświatowym Uzdrowiska Busko-Zdrój S.A.
Występy uczestników odbywają się w Sali Koncertowej sanatorium "Marconi". Prócz dzieł Fryderyka Chopina wykonywane są także utwory Wolfganga Amadeusa Mozarta, Ludwiga van Beethovena, Karola Szymanowskiego czy też innych kompozytorów.
Festiwal gromadzi pianistów głównie z Polski i Japonii, lecz również z Tajlandii, Hiszpanii, Brazylii, Białorusi, Litwy oraz Niemiec. W 2008 roku po raz pierwszy udział wzięli artyści z Kazachstanu i Grecji.
Rekordzistką pod względem liczby występów jest Litwinka Sviese Ceplauskaite, która do 2008 opuściła tylko jedną edycję festiwalu.
| Edycja | Czas trwania             | Program |
| ------ | ------------------------ | ------- |
| XIV    | 16 lipca - 25 lipca 2008 |         |
| XV     | 20 lipca - 29 lipca 2009 |         |
| XVI    | 19 lipca - 30 lipca 2010 | [ 3 ]   |